# Булыгина, Татьяна Вячеславовна
Татья́на Вячесла́вовна Булы́гина (Шмелёва; 16 мая 1929, Москва, СССР — 19 апреля 2000, там же) — советский и российский лингвист. Доктор филологических наук.

## Биография
В 1951 году окончила филологический факультет МГУ.
С 1954 года — сотрудник Института языкознания АН СССР/РАН, где 1960 году защитила диссертацию на соискание учёной степени кандидата филологических наук по теме «Сочетания с родительным падежом в современном литовском литературном языке».
В 1979 году защитила диссертацию на соискание учёной степени доктора филологических наук по теме «Проблемы теории морфологических моделей» (специальность 10.02.19 — теория языка).
Автор работ по литовскому языку (падеж, морфология, морфонология), истории лингвистики и семиотики (Пражский лингвистический кружок, Ч. С. Пирс, К. Бюлер), общему языкознанию (языковой знак, семиотика, грамматика, оппозиция, категория, уровни и единицы, морфология, морфонология, моделирование, семантика, прагматика, аномалии), русистике (предикаты, вид, референция, онтология, логические операторы, лицо, время, модальность, пропозициональные установки).
Муж — лингвист академик Д. Н. Шмелёв (1926—1993). Сын Алексей (род. 1957) — лингвист.
Похоронена в Москве на Троекуровском кладбище.

## Сочинения
- Проблемы теории морфологических моделей. — М., 1977.
- Языковая концептуализация мира (на материале русской грамматики). — М., 1997. (совм. с А. Д. Шмелёвым)